# Selección de fútbol de Polonia
La selección de fútbol de Polonia (en polaco: Reprezentacja Polski w piłce nożnej) es el equipo de fútbol masculino formado por jugadores de nacionalidad polaca que representa a la Asociación Polaca de Fútbol (PZPN, Polski Związek Piłki Nożnej) en las competiciones oficiales organizadas por la Unión de Federaciones Europeas de Fútbol (UEFA) y la Federación Internacional de Fútbol Asociación (FIFA).
El combinado polaco disputó su primer partido oficial el 18 de diciembre de 1921 ante la selección de Hungría, en un encuentro amistoso que concluyó en derrota por 1-0 a favor del conjunto magyar. Su primera aparición en la Copa Mundial de Fútbol tuvo lugar en 1938, donde fueron eliminados por Brasil; anteriormente también había participado en los Juegos Olímpicos de Berlín 1936, donde obtuvo un cuarto puesto tras perder el partido por la medalla de bronce ante Noruega. Sin embargo, la selección polaca de fútbol tuvo una época dorada entre las décadas de 1970 y 1980, cuando alcanzó el tercer puesto en el Mundial de 1974 y de 1982, y una respetable quinta posición en 1978. También obtuvo medallas en sus participaciones olímpicas: el oro en 1972 y la plata en 1976 y 1992.
A pesar del éxito cosechado en las décadas anteriores, a finales de la década de 1990 y principios de la primera década del siglo XXI, no tuvo presentaciones destacadas. Si bien se clasificó para la Copa Mundial de Fútbol de 2002, tuvo malos resultados y no logró pasar a la Eurocopa 2004 disputada en Portugal. Después de quedar fuera en la primera fase del Mundial de Alemania 2006, una buena actuación en la clasificación permitió a la selección polaca clasificarse por primera vez en su historia para una Eurocopa, la del 2008 celebrada en Austria y Suiza; cuatro años más tarde, la PZPN organizó conjuntamente con la Asociación Ucraniana de Fútbol la Eurocopa 2012, donde la selección biało-czerwoni fue coanfitriona junto con Ucrania. Su mejor resultado continental hasta la fecha tuvo lugar en la Eurocopa 2016 de Francia, cuando alcanzó los cuartos de final por primera vez en su historia, siendo derrotada por la selección de Portugal que más adelante se proclamó vencedora del torneo.
La mejor posición de la selección de fútbol de Polonia en la clasificación mundial de la FIFA, establecida por primera vez en agosto de 1993, ha sido una 5.ª posición en agosto de 2017, mientras que la peor posición fue la 75.ª en marzo de 2012. Actualmente ocupa el puesto número 26 en la clasificación.

## Historia

### Orígenes y primeros años (1919-1939)
La Federación Polaca de Fútbol (Polski Związek Piłki Nożnej) se fundó el 20 de diciembre de 1919 en Varsovia. La selección polaca disputó su primer partido internacional oficial el 18 de diciembre de 1921 en Budapest, donde perdió ante Hungría por 1-0. Su primer triunfo internacional fue contra Suecia en Estocolmo el 28 de mayo de 1922, donde venció por 2-1. Polonia se clasificó para su primera Copa del Mundo en 1938, cuando venció a Yugoslavia por 4-0, y 1-0 en los dos partidos de clasificación y se aseguró su lugar en la Copa del Mundo de 1938 en Francia.

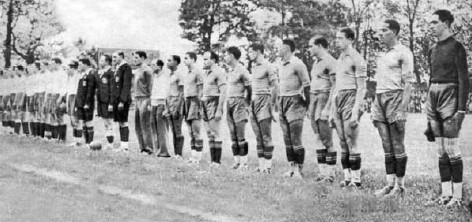
Polonia 5-6, 1938

Durante su debut en la Copa del Mundo, Polonia se enfrentó a Brasil en uno de los partidos más memorables en la historia de la Copa Mundial. A pesar de que aún no se consideraba a Brasil como el mejor equipo del mundo en la década de 1930, era ya un equipo de gran calidad y muy difícil de batir. Bajo estas circunstancias, el equipo polaco, que nunca había participado antes en dicho nivel, no tenía muchas posibilidades de ganar el partido contra los sudamericanos. Sin embargo, todos los aficionados se sorprendieron por el estilo con el que los polacos jugaron su partido debut del torneo. Los Biało-czerwoni (blanco y rojos) llegaron al tiempo extra, donde perdieron por un ajustado 6-5. Ernest Wilimowski, futbolista del Ruch Chorzów, marcó cuatro de los cinco goles de Polonia en una de las actuaciones individuales más impresionantes de la historia de la Copa Mundial.
Polonia jugó su último partido internacional antes del estallido de la Segunda Guerra Mundial contra los subcampeones del mundo de 1938, Hungría. Contra todo pronóstico, Polonia derrotó Hungría, la gran favorita, por 4-2.

### Era de Kazimierz Górski (1946-1972)

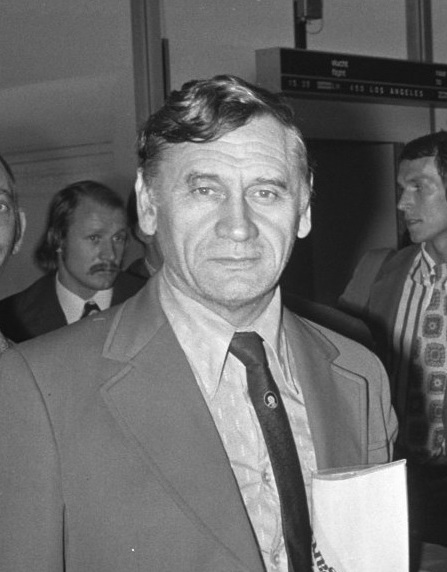
Kazimierz Górski

El 11 de junio de 1946, aún con las secuelas de la Segunda Guerra Mundial, Polonia jugó su primer partido internacional amistoso contra Noruega en Oslo. El partido terminó con una derrota por 3-1. El mayor éxito en los primeros años después de la guerra fue la victoria contra uno de los mejores equipos de Europa en el momento, Checoslovaquia. Polonia derrotó a sus vecinos del sur 3-1.
Polonia sufrió la peor derrota de su historia el 26 de abril de 1948 por 0-8 ante Dinamarca. Polonia posteriormente borró ese recuerdo, ya que registró su segunda mayor victoria en Szczecin cuando vencieron a Noruega 9-0 el 4 de septiembre de 1963. El partido marcó el debut de Włodzimierz Lubanski, quien anotó uno de los goles del partido. Lubanski se convirtió en el máximo goleador de todos los tiempos en Polonia desde 1963 a 1980, pues anotó 48 goles en 75 apariciones. Esta victoria fue superada el 1 de abril de 2009 en Kielce, cuando Polonia derrotó a San Marino 10-0.
El 1 de diciembre de 1970, cambió la historia del fútbol polaco para siempre debido a un solo hombre. Kazimierz Górski fue elegido como entrenador del equipo. Su éxito con la selección fue evidente desde el principio con una medalla de oro en los Juegos Olímpicos de 1972. Górski más tarde llevó al equipo a otra medalla, esta vez de plata, en los Juegos Olímpicos de 1976. Sin embargo, nada superó los dos terceros puestos que tuvo Polonia en las Copas del Mundo de 1974 y 1982.
|                              |
| La selección polaca en 1921. |

|                              |
| La selección polaca en 1924. |

|                              |
| La selección polaca en 1951. |

### Copa del Mundo de 1974

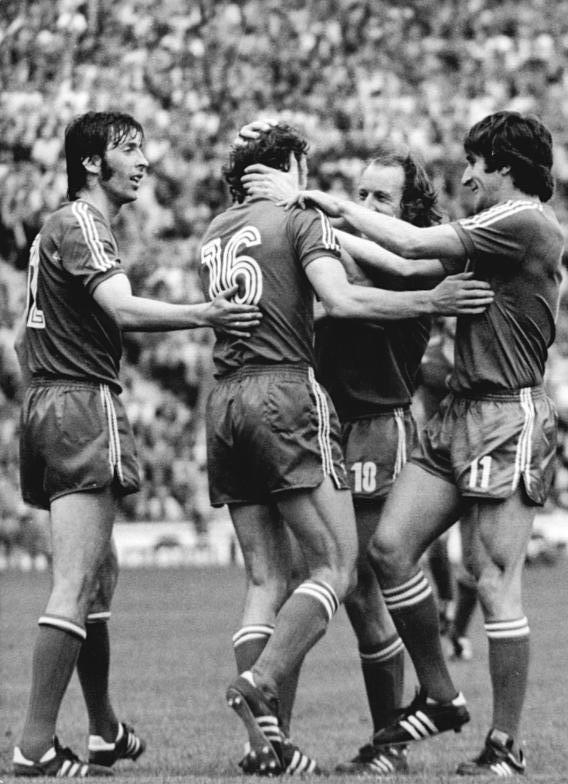
Polonia celebrando la victoria ante en Alemania 1974

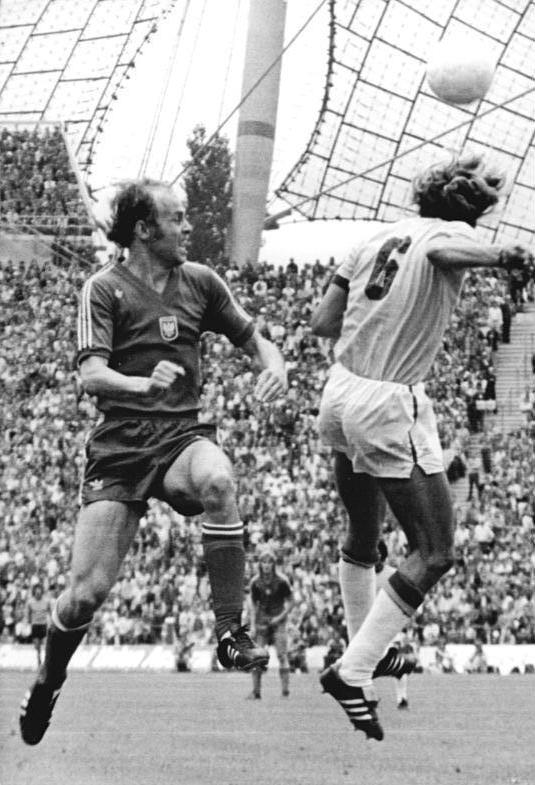
Grzegorz Lato (a la izquierda), uno de los mejores futbolistas en la historia de Polonia, durante la Copa del Mundo de 1974.

Los polacos no regresaron a un mundial hasta 1974. Para clasificarse, en las eliminatorias jugaron en un grupo muy complicado, con Inglaterra y Gales. Polonia salió victoriosa del grupo tras ganar dos de sus partidos a Gales y ganar uno y empatar otro contra Inglaterra. Polonia inició la Copa Mundial en el grupo 4 con Italia, Haití y Argentina. Su primer partido, contra los argentinos, fue un partido duro de varios goles. Los polacos ganaron por 3 a 2. En el siguiente partido, una lucida Polonia contra una débil selección haitiana terminó vapuleando rotundamente por 7 a 0. En el último partido del grupo, muy reñido, Polonia venció a los italianos por 2 a 1. Polonia, tras ganar todos sus partidos y salir como líder del grupo con 6 puntos, se clasificó para la segunda ronda en el grupo B contra la anfitriona Alemania Federal, la selección sueca y Yugoslavia. Los polacos con buen inicio vencieron a los suecos 1 por 0, continuaron ganándole a Yugoslavia 2 a 1, pero al final fueron derrotados por los anfitriones alemanes 1 por 0, aun así, Polonia calificó al partido por el tercer lugar contra los brasileños. El partido contra Brasil fue muy difícil y desafiante ya que el marcador se mantuvo en 0 por 0 hasta el minuto 76, cuando el polaco Grzegorz Lato anotó el gol que le daría la victoria a Polonia y el tercer lugar de la copa.

### Copa del Mundo de 1978
Polonia asistiría cuatro años después a la Copa Mundial de 1978, viniendo de las eliminatorias contra Portugal, Dinamarca y Chipre. Al final de la eliminatoria, Polonia terminaría primera del grupo con once puntos clasificando para el Mundial, perdiendo solo un partido, empatando cinco y ganando seis. Los polacos iniciaron su participación en la copa en el grupo 2 con la Alemania Federal, Túnez, y México. El primer partido de Polonia fue contra Alemania Federal que acabó pobremente 0 por 0. Su siguiente rival fue Túnez, en un partido caído de goles, Polonia logró ganar 1 por 0. Al final del grupo, los polacos se enfrentaron a México, el cual fue el partido más fácil para los polacos del grupo, logrando derrotar a los mexicanos 3 a 1. Polonia con cinco puntos avanzó a la segunda ronda. Polonia entró en la segunda ronda en el grupo B con Brasil, Perú y Argentina. Polonia perdió dos de sus partidos, el primero contra Argentina 2 por 0 y el tercero contra Brasil 3 por 1, mientras que ganó su partido contra Perú 1 por 0. Polonia solo logró dos puntos quedándose fuera de la copa.

### Copa del Mundo de 1982

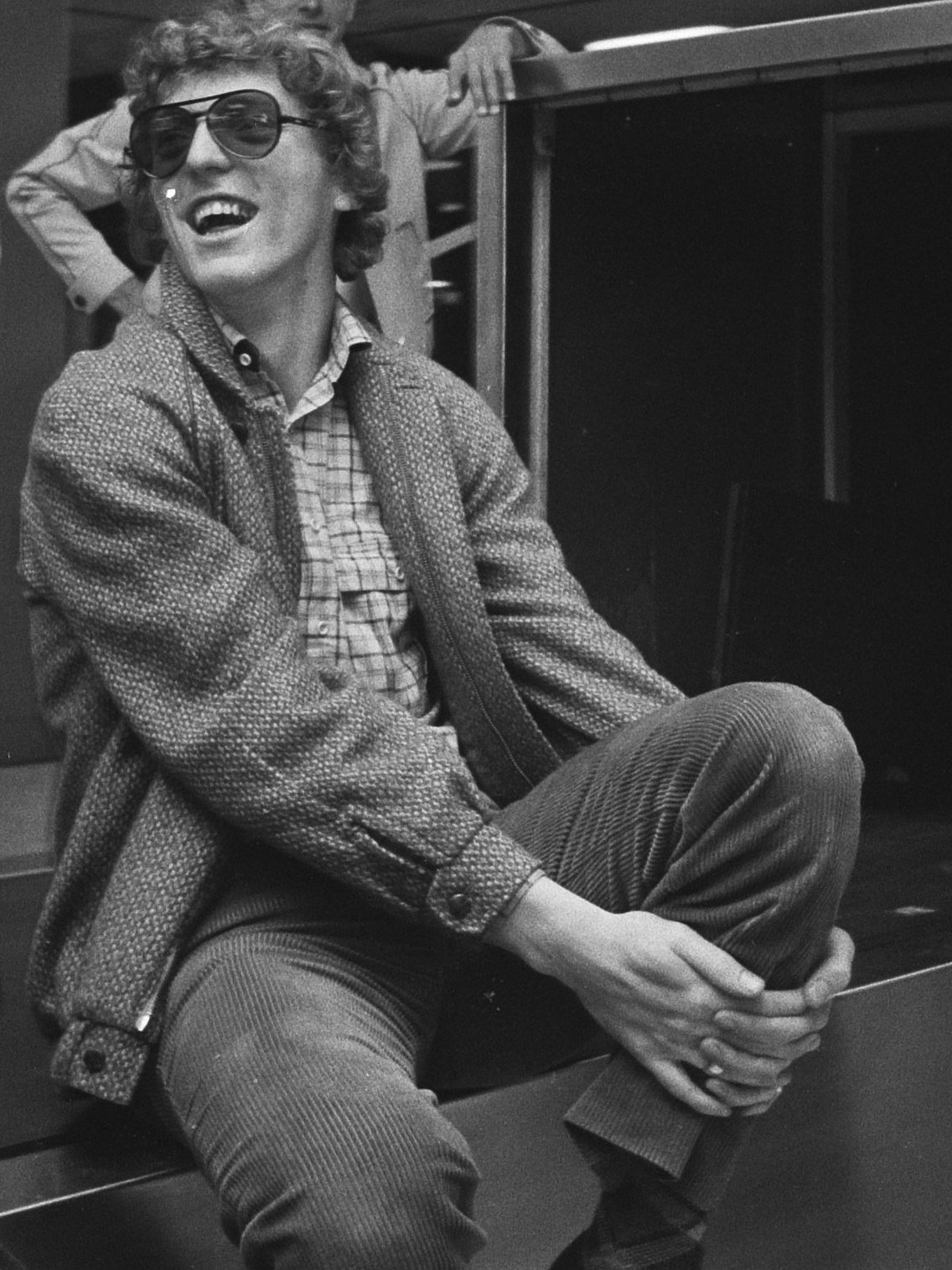
Zbigniew Boniek fue el goleador de Polonia en España 1982.

Polonia clasificaría por tercera vez consecutiva para la Copa Mundial, en la edición de 1982. Polonia jugó la clasificación para el Mundial contra la Alemania Democrática y Malta, terminando clasificando con ocho puntos, líder del grupo. Polonia inició este Mundial con Italia, Camerún y Perú como rivales de grupo. En el primer partido de la copa, Polonia se enfrentó a Italia, que acabaría secamente con un empate a cero goles. El siguiente partido fue contra Camerún donde también finalizó el partido con un empate 0 por 0. En el último partido de grupos, Polonia jugó contra Perú, en un partido donde los polacos se lucieron fuertes y potentes, golearon a los peruanos 5 por 1. Polonia logró ingresar a la segunda ronda haciendo cuatro puntos en la primera ronda. Los rivales de los polacos fueron Bélgica y la Unión Soviética, los tres ubicados en el grupo 1. Polonia en el grupo, venció 3 por 0 a Bélgica y empató a cero goles con la URSS, dándole el pase a las semifinales. En la semifinal, los polacos se enfrentaron a una selección que ya habían confrontado: Italia. Al final del partido, Italia venció a Polonia 2 a 0, pasando a la final, y Polonia ingresaría al partido por el tercer lugar. El partido por el tercer lugar se jugó contra Francia, que venía de perder con la Alemania Federal en penales. Polonia inició perdiendo el partido 1 por 0, aunque después de varios minutos, Polonia logró meter tres goles que remontaron el marcador, Finalizó el partido y Polonia logró conseguir el tercer lugar de la Copa Mundial por segunda vez, venciendo a los franceses 3 a 2.

### Copa del Mundo de 2006

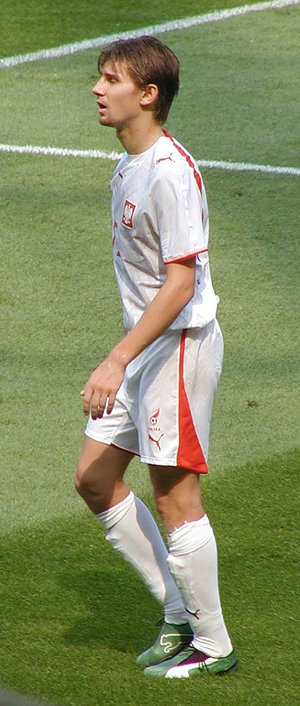
Ebi Smolarek

### Eurocopa 2008
La Eurocopa 2008 (oficialmente, Campeonato Europeo de Fútbol de la UEFA o UEFA EURO 2008™) fue su primera aparición en el torneo europeo. A pesar de que la clasificación se realizó de manera impresionante (llevándose el primer lugar del grupo por arriba de Portugal), su debut en este torneo sería decepcionante.
Se ubicaron en el grupo B en su primer partido perdieron contra Alemania con un marcador de 2-0. Empataron en su segundo partido contra el anfitrión Austria 1-1 y cayeron contra el equipo de Croacia por 1-0.

### Eurocopa 2012

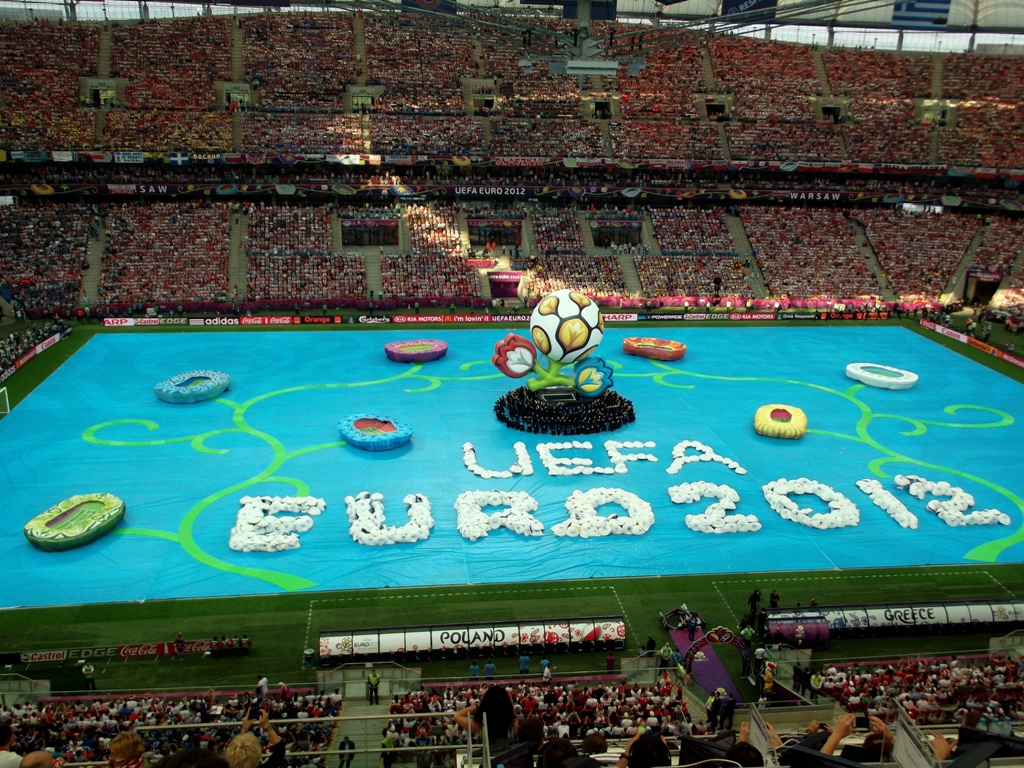
Polonia albergó la edición número 14 de la Eurocopa junto con Ucrania.

La Eurocopa 2012 (oficialmente, Campeonato Europeo de Fútbol de la UEFA o UEFA EURO 2012™) fue su segunda participación. En esta edición como coanfitrión repartiendo los honores con su vecino país la República de Ucrania. Esta vez el equipo polaco estuvo colocado en el grupo A.  Desgraciadamente los resultados positivos tampoco acompañaron a Polonia durante el torneo. Dos empates en sus primeros dos encuentros con Grecia 1-1, con Rusia 1-1 y finalmente una derrota contra la República Checa por 1-0.

### Eurocopa 2016
La Eurocopa 2016 (oficialmente, Campeonato Europeo de Fútbol de la UEFA o UEFA EURO 2016™) fue su tercera participación. Esta vez la participación polaca fue notable. En la fase de grupos, obtuvo dos victorias ante Irlanda del Norte por 1-0 y Ucrania también por 1-0. Un empate contra Alemania (0-0) le valió para obtener el segundo puesto del grupo.
En octavos de final, eliminó por penaltis a Suiza tras empatar (1-1), siendo eliminada por penaltis en cuartos de final por la que sería la selección campeona, Portugal, tras empatar (1-1). De esta forma, Polonia finalizó su participación sin haber perdido ni un solo partido

### Copa del Mundo de 2018

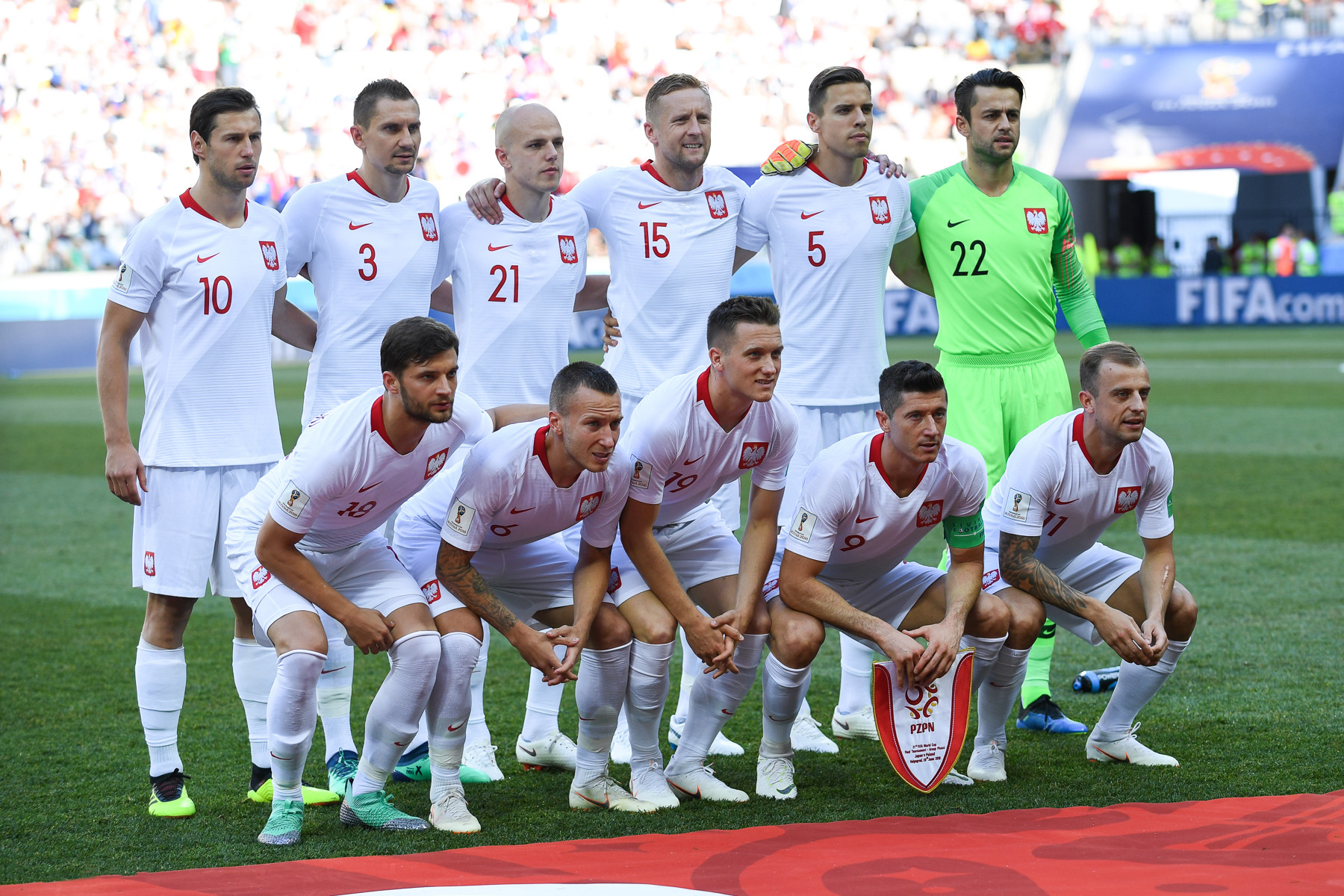
El seleccionado polaco antes del partido con Japón

En las eliminatorias para la Copa Mundial de Fútbol de 2018, la selección de Polonia fue encuadrada en el grupo E, junto con Dinamarca, Armenia, Kazajistán, Montenegro y Rumania. Los polacos fueron líderes del grupo, con veinticinco puntos, así Polonia regresaba a una Copa Mundial de Fútbol, y Robert Lewandowski fue uno de los goleadores de las clasificatorias para el Mundial, con dieciséis goles.
Polonia fue ubicada en el grupo H, junto con Senegal, Colombia y Japón, su debut fue contra los senegaleses, Otkrytie Arena, Moscú donde perdieron 2-1, luego otra derrota, 3-0 con Colombia en Kazán Arena, así los polacos ya estaban eliminados del torneo, y en el último partido vencieron a Japón por 1-0, en Volgogrado Arena. Grzegorz Krychowiak y Jan Bednarek hizo los dos goles polacos. La campaña no cumplió con lo esperado y se consideró una actuación decepcionante, ya que ni Lewandowski hizo un gol, y no demostraron el mismo nivel que hicieron en la Eurocopa 2016 y en las clasificatorias.

### Eurocopa 2020
La Eurocopa 2020 (oficialmente, Campeonato Europeo de Fútbol de la UEFA o UEFA EURO 2020™) fue su cuarta participación que se aplazó a 2021 a causa de la pandemia del COVID-19. El 14 de junio, Polonia jugó contra Eslovaquia perdiendo 1 a 2, en Krestovski y, el 19 de junio, jugó contra España, en La Cartuja, donde ambos empataron a 1. El 23 de junio, jugó contra la selección de Suecia, con la que perdió 3-2. Robert Lewandowski fue su máximo goleador con tres goles.

### Copa del Mundo de 2022
Polonia se clasificó para su novena Copa del Mundo, ubicada en el grupo C, compartido con Argentina, Arabia Saudita y México.

## Últimos partidos y próximos encuentros
Actualizado al último partido jugado el 18 de noviembre de 2024.
| Fecha      | Ciudad   | Local        | Resultado | Visitante | Competición                 |
| ---------- | -------- | ------------ | --------- | --------- | --------------------------- |
| 07-06-2024 | Varsovia | Polonia      | 3:1       | Ucrania   | Partido amistoso            |
| 10-06-2024 | Varsovia | Polonia      | 2:1       | Turquía   | Partido amistoso            |
| 16-06-2024 | Hamburgo | Países Bajos | 2:1       | Polonia   | Eurocopa 2024               |
| 21-06-2024 | Berlín   | Austria      | 3:1       | Polonia   | Eurocopa 2024               |
| 25-06-2024 | Dortmund | Polonia      | 1:1       | Francia   | Eurocopa 2024               |
| 05-09-2024 | Glasgow  | Escocia      | 2:3       | Polonia   | Liga de Naciones UEFA 24/25 |
| 08-09-2024 | Osijek   | Croacia      | 1:0       | Polonia   | Liga de Naciones UEFA 24/25 |
| 12-10-2024 | Varsovia | Polonia      | 1:3       | Portugal  | Liga de Naciones UEFA 24/25 |
| 15-10-2024 | Varsovia | Polonia      | 3:3       | Croacia   | Liga de Naciones UEFA 24/25 |
| 15-11-2024 | Oporto   | Portugal     | 5:1       | Polonia   | Liga de Naciones UEFA 24/25 |
| 18-11-2024 | Varsovia | Polonia      | 1:2       | Escocia   | Liga de Naciones UEFA 24/25 |

## Uniforme
| 1921 | (ver evolución) | 2022 |  |

## Estadísticas

### Copa Mundial de Fútbol
| 1930  | No participó     | No participó   | No participó   | No participó   | No participó   | No participó   | No participó   | No participó   | No participó   | No participó                          |
| 1934  | No clasificó     | No clasificó   | No clasificó   | No clasificó   | No clasificó   | No clasificó   | No clasificó   | No clasificó   | No clasificó   | No clasificó                          |
| 1938  | Octavos de final | 11.º           | 1              | 0              | 0              | 1              | 5              | 6              | –1             | Ernest Wilimowski: 4                  |
| 1950  | No clasificó     | No clasificó   | No clasificó   | No clasificó   | No clasificó   | No clasificó   | No clasificó   | No clasificó   | No clasificó   | No clasificó                          |
| 1954  | No clasificó     | No clasificó   | No clasificó   | No clasificó   | No clasificó   | No clasificó   | No clasificó   | No clasificó   | No clasificó   | No clasificó                          |
| 1958  | No clasificó     | No clasificó   | No clasificó   | No clasificó   | No clasificó   | No clasificó   | No clasificó   | No clasificó   | No clasificó   | No clasificó                          |
| 1962  | No clasificó     | No clasificó   | No clasificó   | No clasificó   | No clasificó   | No clasificó   | No clasificó   | No clasificó   | No clasificó   | No clasificó                          |
| 1966  | No clasificó     | No clasificó   | No clasificó   | No clasificó   | No clasificó   | No clasificó   | No clasificó   | No clasificó   | No clasificó   | No clasificó                          |
| 1970  | No clasificó     | No clasificó   | No clasificó   | No clasificó   | No clasificó   | No clasificó   | No clasificó   | No clasificó   | No clasificó   | No clasificó                          |
| 1974  | Tercer lugar     | 3.º            | 7              | 6              | 0              | 1              | 16             | 5              | +11            | Grzegorz Lato: 7                      |
| 1978  | Segunda ronda    | 5.º            | 6              | 3              | 1              | 2              | 6              | 6              | 0              | Grzegorz Lato y Zbigniew Boniek: 2    |
| 1982  | Tercer lugar     | 3.º            | 7              | 3              | 3              | 1              | 11             | 5              | +6             | Zbigniew Boniek: 4                    |
| 1986  | Octavos de final | 14.º           | 4              | 1              | 1              | 2              | 1              | 7              | –6             | Włodzimierz Smolarek: 1               |
| 1990  | No clasificó     | No clasificó   | No clasificó   | No clasificó   | No clasificó   | No clasificó   | No clasificó   | No clasificó   | No clasificó   | No clasificó                          |
| 1994  | No clasificó     | No clasificó   | No clasificó   | No clasificó   | No clasificó   | No clasificó   | No clasificó   | No clasificó   | No clasificó   | No clasificó                          |
| 1998  | No clasificó     | No clasificó   | No clasificó   | No clasificó   | No clasificó   | No clasificó   | No clasificó   | No clasificó   | No clasificó   | No clasificó                          |
| 2002  | Fase de grupos   | 25.º           | 3              | 1              | 0              | 2              | 3              | 7              | –4             | Olisadebe, Kryszałowicz y Żewłakow: 1 |
| 2006  | Fase de grupos   | 21.º           | 3              | 1              | 0              | 2              | 2              | 4              | –2             | Bartosz Bosacki: 2                    |
| 2010  | No clasificó     | No clasificó   | No clasificó   | No clasificó   | No clasificó   | No clasificó   | No clasificó   | No clasificó   | No clasificó   | No clasificó                          |
| 2014  | No clasificó     | No clasificó   | No clasificó   | No clasificó   | No clasificó   | No clasificó   | No clasificó   | No clasificó   | No clasificó   | No clasificó                          |
| 2018  | Fase de grupos   | 25.º           | 3              | 1              | 0              | 2              | 2              | 5              | –3             | Bednarek y Krychowiak: 1              |
| 2022  | Octavos de final | 15.º           | 4              | 1              | 1              | 2              | 3              | 5              | –2             | Robert Lewandowski: 2                 |
| 2026  | Por disputarse   | Por disputarse | Por disputarse | Por disputarse | Por disputarse | Por disputarse | Por disputarse | Por disputarse | Por disputarse | Por disputarse                        |
| 2030  | Por disputarse   | Por disputarse | Por disputarse | Por disputarse | Por disputarse | Por disputarse | Por disputarse | Por disputarse | Por disputarse | Por disputarse                        |
| 2034  | Por disputarse   | Por disputarse | Por disputarse | Por disputarse | Por disputarse | Por disputarse | Por disputarse | Por disputarse | Por disputarse | Por disputarse                        |
| Total | 9/22             | 15.º           | 38             | 17             | 6              | 15             | 49             | 50             | –1             | Grzegorz Lato: 10                     |

### Eurocopa
| 1960  | No clasificó     | No clasificó | No clasificó | No clasificó | No clasificó | No clasificó | No clasificó | No clasificó | No clasificó | No clasificó                    |
| 1964  | No clasificó     | No clasificó | No clasificó | No clasificó | No clasificó | No clasificó | No clasificó | No clasificó | No clasificó | No clasificó                    |
| 1968  | No clasificó     | No clasificó | No clasificó | No clasificó | No clasificó | No clasificó | No clasificó | No clasificó | No clasificó | No clasificó                    |
| 1972  | No clasificó     | No clasificó | No clasificó | No clasificó | No clasificó | No clasificó | No clasificó | No clasificó | No clasificó | No clasificó                    |
| 1976  | No clasificó     | No clasificó | No clasificó | No clasificó | No clasificó | No clasificó | No clasificó | No clasificó | No clasificó | No clasificó                    |
| 1980  | No clasificó     | No clasificó | No clasificó | No clasificó | No clasificó | No clasificó | No clasificó | No clasificó | No clasificó | No clasificó                    |
| 1984  | No clasificó     | No clasificó | No clasificó | No clasificó | No clasificó | No clasificó | No clasificó | No clasificó | No clasificó | No clasificó                    |
| 1988  | No clasificó     | No clasificó | No clasificó | No clasificó | No clasificó | No clasificó | No clasificó | No clasificó | No clasificó | No clasificó                    |
| 1992  | No clasificó     | No clasificó | No clasificó | No clasificó | No clasificó | No clasificó | No clasificó | No clasificó | No clasificó | No clasificó                    |
| 1996  | No clasificó     | No clasificó | No clasificó | No clasificó | No clasificó | No clasificó | No clasificó | No clasificó | No clasificó | No clasificó                    |
| 2000  | No clasificó     | No clasificó | No clasificó | No clasificó | No clasificó | No clasificó | No clasificó | No clasificó | No clasificó | No clasificó                    |
| 2004  | No clasificó     | No clasificó | No clasificó | No clasificó | No clasificó | No clasificó | No clasificó | No clasificó | No clasificó | No clasificó                    |
| 2008  | Primera ronda    | 14.º         | 3            | 0            | 1            | 2            | 1            | 4            | –3           | Roger Guerreiro: 1              |
| 2012  | Primera ronda    | 14.º         | 3            | 0            | 2            | 1            | 2            | 3            | –1           | Lewandowski y Błaszczykowski: 1 |
| 2016  | Cuartos de final | 7.º          | 5            | 2            | 3            | 0            | 4            | 2            | +2           | Jakub Błaszczykowski: 2         |
| 2020  | Primera ronda    | 19.º         | 3            | 0            | 1            | 2            | 4            | 6            | –2           | Robert Lewandowski: 3           |
| 2024  | Primera ronda    | 23.º         | 3            | 0            | 1            | 2            | 3            | 6            | –3           | Buksa, Piątek y Lewandowski: 1  |
| 2028  | Por definir      | Por definir  | Por definir  | Por definir  | Por definir  | Por definir  | Por definir  | Por definir  | Por definir  | Por definir                     |
| Total | 5/17             | 19.º         | 17           | 2            | 8            | 7            | 14           | 21           | –7           | Robert Lewandowski: 6           |

### Liga de Naciones de la UEFA
| Liga de Naciones de la UEFA | Liga de Naciones de la UEFA | Liga de Naciones de la UEFA | Liga de Naciones de la UEFA | Liga de Naciones de la UEFA | Liga de Naciones de la UEFA | Liga de Naciones de la UEFA | Liga de Naciones de la UEFA | Liga de Naciones de la UEFA | Liga de Naciones de la UEFA | Liga de Naciones de la UEFA | Liga de Naciones de la UEFA                  | Liga de Naciones de la UEFA |
| Liga A                      | Liga A                      | Liga A                      | Liga A                      | Liga A                      | Liga A                      | Liga A                      | Liga A                      | Liga A                      | Liga A                      | Liga A                      | Liga A                                       |                             |
| Edición                     | Mov                         | Resultado                   | Posición                    | PJ                          | PG                          | PE                          | PP                          | GF                          | GC                          | Dif                         | Goleador                                     |                             |
| --------------------------- | --------------------------- | --------------------------- | --------------------------- | --------------------------- | --------------------------- | --------------------------- | --------------------------- | --------------------------- | --------------------------- | --------------------------- | -------------------------------------------- | --------------------------- |
| 2018-19                     |                             | Fase de grupos              | 10.º                        | 4                           | 0                           | 2                           | 2                           | 4                           | 6                           | -2                          | Błaszczykowski, Milik, Piątek y Zieliński: 1 |                             |
| 2020-21                     |                             | Fase de grupos              | 10.º                        | 6                           | 2                           | 1                           | 3                           | 6                           | 6                           | 0                           | Lewandowski: 2                               |                             |
| 2022-23                     |                             | Fase de grupos              | 11.º                        | 6                           | 2                           | 1                           | 3                           | 6                           | 12                          | -6                          | Świderski: 2                                 |                             |
| Total Liga A                | Total Liga A                | Total Liga A                | 12.º                        | 16                          | 4                           | 4                           | 8                           | 16                          | 24                          | -8                          | Lewandowski: 3                               |                             |

### Juegos Olímpicos
| 1908 | No existía la selección       | No existía la selección       | No existía la selección       | No existía la selección       | No existía la selección       | No existía la selección       | No existía la selección       | No existía la selección       | No existía la selección       | No existía la selección       |
| 1912 | No existía la selección       | No existía la selección       | No existía la selección       | No existía la selección       | No existía la selección       | No existía la selección       | No existía la selección       | No existía la selección       | No existía la selección       | No existía la selección       |
| 1920 | No existía la selección       | No existía la selección       | No existía la selección       | No existía la selección       | No existía la selección       | No existía la selección       | No existía la selección       | No existía la selección       | No existía la selección       | No existía la selección       |
| 1924 | Primera ronda                 | 20.º                          | 1                             | 0                             | 0                             | 1                             | 0                             | 5                             | –5                            | –                             |
| 1928 | No participó                  | No participó                  | No participó                  | No participó                  | No participó                  | No participó                  | No participó                  | No participó                  | No participó                  | No participó                  |
| 1932 | No hubo competición de fútbol | No hubo competición de fútbol | No hubo competición de fútbol | No hubo competición de fútbol | No hubo competición de fútbol | No hubo competición de fútbol | No hubo competición de fútbol | No hubo competición de fútbol | No hubo competición de fútbol | No hubo competición de fútbol |
| 1936 | Cuarto lugar                  | 4.º                           | 4                             | 2                             | 0                             | 2                             | 11                            | 10                            | +1                            | Gerard Wodarz: 5              |
| 1948 | No participó                  | No participó                  | No participó                  | No participó                  | No participó                  | No participó                  | No participó                  | No participó                  | No participó                  | No participó                  |
| Desde 1952 los Juegos Olímpicos los disputan selecciones amateurs, y a partir de 1992 selecciones sub-23 |                               |                               |                               |                               |                               |                               |                               |                               |                               |                               |
| Total | 2/7                           | -                             | 5                             | 2                             | 0                             | 3                             | 11                            | 15                            | –4                            | Gerard Wodarz: 5              |

## Jugadores

### Convocatoria reciente
Los siguientes jugadores han sido convocados para el partido contra Lituania y Malta el 21 y 24 de marzo de 2025.
| Dorsal             | Nombre                | Posición       | Edad    | PJ  | Goles | Club                      |
| ------------------ | --------------------- | -------------- | ------- | --- | ----- | ------------------------- |
| 12                 | Łukasz Skorupski      | Guardameta     | 34 años | 16  | 0     | Bologna F. C.             |
| 22                 | Marcin Bułka          | Guardameta     | 25 años | 4   | 0     | O. G. C. Niza             |
| 22                 | Bartłomiej Drągowski  | Guardameta     | 27 años | 2   | 0     | Panathinaikos F. C.       |
|                    | Bartosz Mrozek        | Guardameta     | 25 años | 0   | 0     | Lech Poznań               |
| 2                  | Matty Cash            | Defensa        | 27 años | 17  | 1     | Aston Villa F. C.         |
| 3                  | Paweł Dawidowicz      | Defensa        | 30 años | 17  | 0     | Hellas Verona F. C.       |
| 4                  | Mateusz Wieteska      | Defensa        | 28 años | 6   | 0     | PAOK                      |
| 5                  | Jan Bednarek          | Defensa        | 29 años | 67  | 1     | Southampton F. C.         |
| 14                 | Jakub Kiwior          | Defensa        | 25 años | 33  | 1     | Arsenal F. C.             |
| 15                 | Kamil Piątkowski      | Defensa        | 25 años | 8   | 1     | Kasımpaşa S. K.           |
| 18                 | Bartosz Bereszyński   | Defensa        | 33 años | 58  | 0     | U. C. Sampdoria           |
|                    | Mateusz Skrzypczak    | Defensa        | 24 años | 0   | 0     | Jagiellonia Białystok     |
| 6                  | Jakub Piotrowski      | Centrocampista | 27 años | 11  | 2     | Ludogorets Razgrad        |
| 7                  | Kacper Urbański       | Centrocampista | 20 años | 11  | 0     | A. C. Monza               |
| 8                  | Jakub Moder           | Centrocampista | 26 años | 33  | 2     | Feyenoord                 |
| 10                 | Sebastian Szymański   | Centrocampista | 26 años | 43  | 5     | Fenerbahçe S. K.          |
| 13                 | Jakub Kamiński        | Centrocampista | 23 años | 20  | 1     | V. f. L. Wolfsburgo       |
| 17                 | Bartosz Slisz         | Centrocampista | 26 años | 15  | 0     | Atlanta United F. C.      |
| 19                 | Przemysław Frankowski | Centrocampista | 30 años | 49  | 3     | Galatasaray S. K.         |
| 20                 | Dominik Marczuk       | Centrocampista | 21 años | 1   | 1     | Real Salt Lake            |
| 21                 | Mateusz Bogusz        | Centrocampista | 23 años | 4   | 0     | C. F. Cruz Azul           |
| 9                  | Robert Lewandowski    | Delantero      | 36 años | 158 | 85    | F. C. Barcelona           |
| 11                 | Karol Świderski       | Delantero      | 28 años | 40  | 13    | Panathinaikos F. C.       |
| 16                 | Adam Buksa            | Delantero      | 29 años | 21  | 7     | F. C. Midtjylland         |
| 23                 | Krzysztof Piątek      | Delantero      | 30 años | 35  | 12    | İstanbul Başakşehir F. K. |
| Bandera de Polonia | Michał Probierz       | Entrenador     | 52 años |     |       |                           |

### Máximas presencias

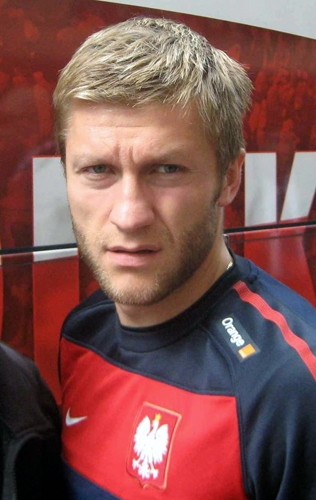
Jakub Błaszczykowski es uno de los dos jugadores con mayor número de participaciones (109).

Actualizado el 21 de marzo de 2025.
| #  | Jugador              | Periodo   | Partidos | Goles |
| -- | -------------------- | --------- | -------- | ----- |
| 1  | Robert Lewandowski   | 2008-2025 | 156      | 85    |
| 2  | Jakub Błaszczykowski | 2006-2023 | 109      | 21    |
| 3  | Kamil Glik           | 2010-2022 | 103      | 6     |
| 4  | Michał Żewłakow      | 1999-2011 | 102      | 3     |
| 5  | Grzegorz Lato        | 1971-1984 | 100      | 45    |
| 6  | Grzegorz Krychowiak  | 2008-2024 | 100      | 5     |
| 7  | Kazimierz Deyna      | 1968-1978 | 97       | 41    |
| 8  | Jacek Bąk            | 1993-2008 | 96       | 3     |
| 9  | Jacek Krzynówek      | 1998-2009 | 96       | 15    |
| 10 | Kamil Grosicki       | 2008-2025 | 93       | 17    |

### Máximos goleadores

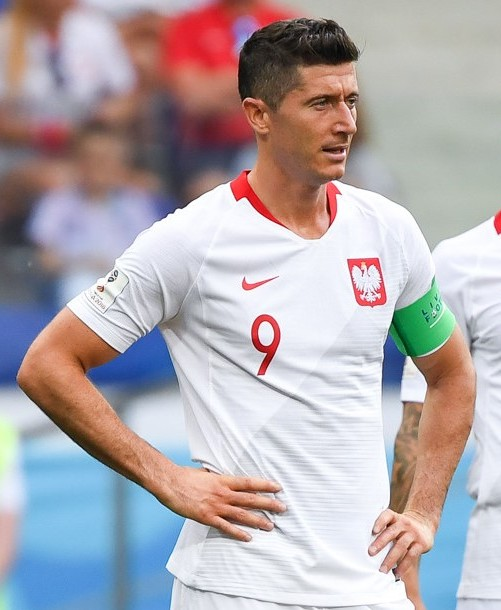
Robert Lewandowski es el máximo anotador histórico de la selección polaca con 85 goles.

Actualizado el 21 de marzo de 2025.
| # | Nombre               | Goles | Partidos | Período   | Prom. |
| 1 | Robert Lewandowski   | 85    | 156      | 2008-2025 | 0,55  |
| 2 | Włodzimierz Lubański | 48    | 75       | 1963-1980 | 0,64  |
| 3 | Grzegorz Lato        | 45    | 100      | 1971-1984 | 0,45  |
| 4 | Kazimierz Deyna      | 41    | 97       | 1968-1978 | 0,42  |
| 5 | Ernest Pol           | 39    | 46       | 1955-1964 | 0,85  |
| 6 | Andrzej Szarmach     | 32    | 61       | 1972-1982 | 0,52  |
| 7 | Gerard Cieślik       | 27    | 45       | 1947-1958 | 0,60  |
| 8 | Zbigniew Boniek      | 24    | 80       | 1976-1988 | 0,30  |
| 9 | Ernest Wilimowski    | 21    | 22       | 1934-1939 | 0.95  |
| 9 | Jakub Błaszczykowski | 21    | 109      | 2006-2023 | 0,19  |

## Partidos históricos
El primer partido
- Budapest (Hungría), 18 de diciembre de 1921, Hungría 1-0 Polonia (amistoso)

Primer partido en Polonia
- Cracovia (Polonia), 14 de mayo de 1922, Polonia 0-3 Hungría (amistoso)

Primer partido ganado
- Estocolmo (Suecia), 28 de mayo de 1922, Suecia 1-2 Polonia (amistoso)

Primer gol para Polonia
- Estocolmo (Suecia), 28 de mayo de 1922, Suecia 1-2 Polonia (amistoso)
  - Józef Klotz (min. 23, penalti, 0-1)

Primer partido ganado en Polonia
- Łódź (Polonia), 29 de junio de 1924, Polonia 2-0 Turquía (amistoso)

Primer partido en los Juegos Olímpicos
- París (Francia), 26 de mayo de 1924, Polonia 0-5 Hungría

Primer partido de la clasificación para la Copa Mundial de Fútbol
- Varsovia (Polonia), 15 de octubre de 1933, Polonia 1-2 Checoslovaquia

Primera victoria en los Juegos Olímpicos
- Berlín (Alemania), 5 de agosto de 1936, Polonia 3-0 Hungría

Primera victoria en la clasificación para la Copa Mundial de Fútbol
- Varsovia (Polonia), 10 de octubre de 1937, Polonia 4-0 Yugoslavia

Primer partido de la fase final de la Copa Mundial de Fútbol
- Estrasburgo (Francia), 5 de junio de 1938, Polonia 5-6 Brasil

Primer partido en la fase de clasificación de una Eurocopa
- Chorzów (Polonia), 28 de junio de 1959, Polonia 2-4 España

Primera victoria en la fase de clasificación de una Eurocopa
- Szczecin (Polonia), 2 de octubre de 1966, Polonia 4-0 Luxemburgo

Primera victoria en la final de los Juegos Olímpicos
- Múnich (Alemania Federal), 10 de septiembre de 1972, Polonia 2-1 Hungría

Primera victoria en la fase final de la Copa del Mundo
- Stuttgart (Alemania Federal), 19 de junio de 1974, Polonia 3-2 Argentina

Primer partido en la fase final de una Eurocopa
- Klagenfurt (Austria), 8 de junio de 2008, Polonia 0-2 Alemania

Primera victoria en la fase final de la Eurocopa
- Niza (Francia), 12 de junio de 2016, Polonia 1-0 Irlanda del Norte

## Estadio

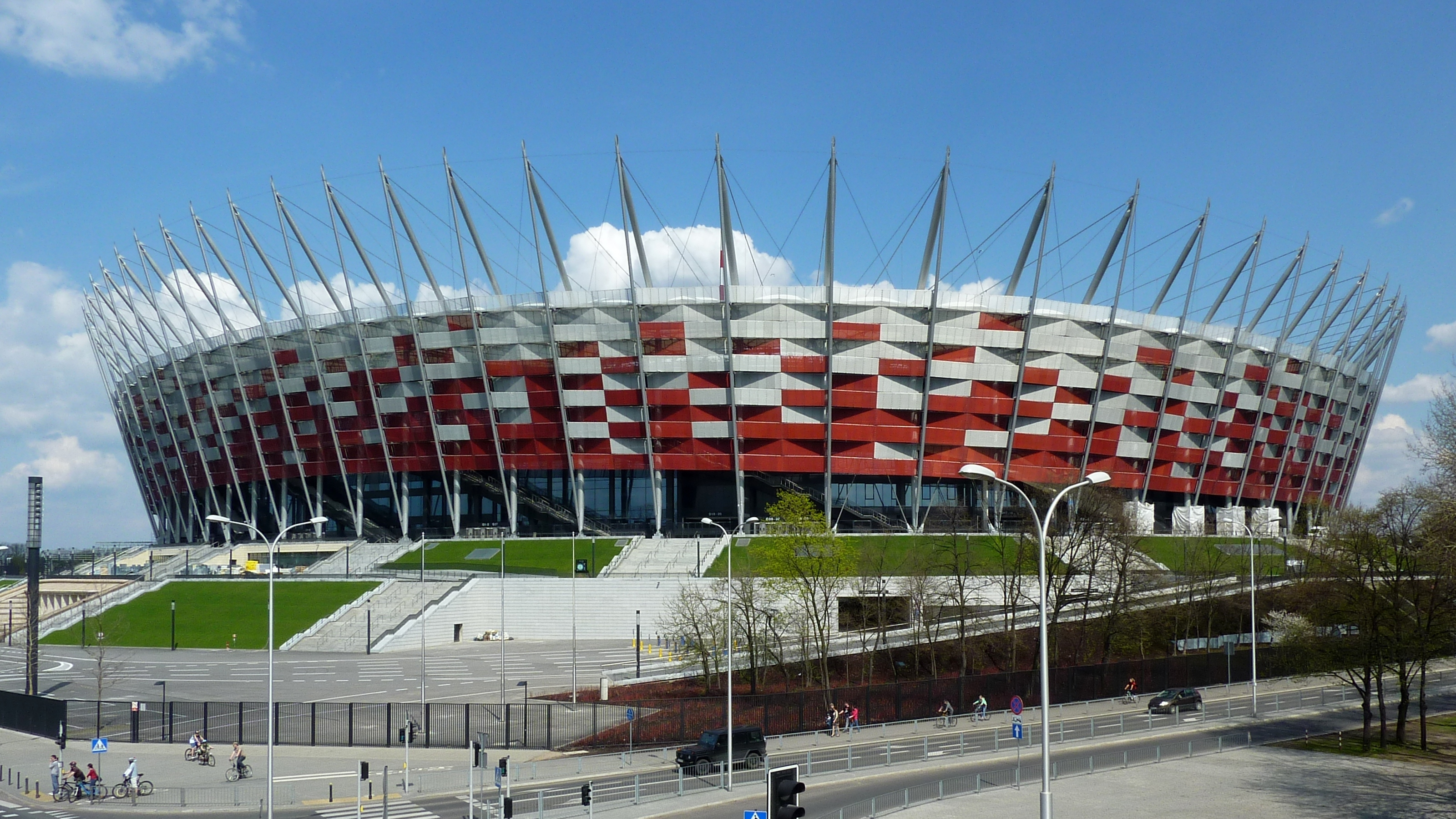
Estadio Nacional de Polonia.

Originalmente, Polonia no tiene un estadio fijo en donde se juegue todos sus partidos, muchos estadios han servido de sede para albergar partidos como el Estadio Municipal en Poznań, el Estadio del Ejército Polaco en Varsovia, el Estadio Henryk Reyman en Cracovia, y otros estadios de otras ciudades como Gdansk, Lodz, Breslavia, entre otras. Muchos partidos importantes de la selección polaca de los últimos años se jugaron en el Estadio de Silesia en Katowice. Este estadio fue construido en 1953 con la intención de albergar los partidos de la selección.
En el 2012, por el motivo de que Polonia junto a Ucrania albergarían la Eurocopa 2012, se construyeron varios estadios de mejor infraestructura y diseño, así como de mayor tamaño. Uno de ellos fue el Estadio Nacional de Varsovia, erigido sobre el antiguo estadio Dziesięciolecia. Este nuevo recinto deportivo serviría de ahora en adelante para albergar varios partidos de la selección polaca, aunque el presidente de la Asociación Polaca de Fútbol, Grzegorz Lato, declaró en 2011 que el estadio de Varsovia no sería el estadio nacional oficial, sino que compartirá dicho título con el Estadio de Silesia en Katowice.

## Entrenadores
- Józef Szkolnikowski (1921-22)
- Józef Lustgarten (1922)
- Kazimierz Glabisz (1923)
- Adam Obrubański (1924)
- Tadeusz Kuchar (1925)
- Tadeusz Synowiec (1925-27)
- Tadeusz Kuchar (1928)
- Stefan Loth (1928-31)
- Józef Kałuża (1932-39)
- Henryk Reyman (1947)
- Andrzej Przeworski (1947)
- Zygmunt Alfus (1948)
- Andrzej Przeworski (1948)
- Mieczysław Szymkowiak (1949-50)
- Ryszard Koncewicz (1953-56)
- Alfred Nowakowski (1956)
- Czesław Krug (1959-62)
- Wiesław Motoczyński (1963-65)
- Ryszard Koncewicz (1966)
- Antoni Brzeżańczyk (1966)
- Alfred Nowakowski (1966)
- Michał Matyas (1966-67)
- Ryszard Koncewicz (1968-1970)
- Kazimierz Górski (1971-76)
- Jacek Gmoch (1976-78)
- Ryszard Kulesza (1978-80)
- Antoni Piechniczek (1981-86)
- Wojciech Łazarek (1986-89)
- Andrzej Strejlau (1989-93)
- Lesław Ćmikiewicz (1993)
- Henryk Apostel (1994-95)
- Władysław Stachurski (1996)
- Antoni Piechniczek (1996-97)
- Krzysztof Pawlak (1997)
- Janusz Wójcik (1997-99)
- Jerzy Engel (2000-02)
- Zbigniew Boniek (2002)
- Paweł Janas (2003-06)
- Leo Beenhakker (2006-09)
- Stefan Majewski (2009)
- Franciszek Smuda (2009-12)
- Waldemar Fornalik (2012-13)
- Adam Nawałka (2013-2018)
- Jerzy Brzęczek (2018-2021)
- Paulo Sousa (2021)
- Czesław Michniewicz (2022-2023)
- Fernando Santos (2023)
- Michał Probierz (2023-2025)
- Jan Urban (2025-)